# Алекс Пјетранџело
Александар Алекс Пјетранџело (енгл. Alexander Pietrangelo; Ричмонд Хил, 18. јануар 1990) професионални је канадски хокејаш на леду који игра на позицији одбрамбеног играча.
На улазном драфту НХЛ лиге који је одржан у јуну месецу 2008. у Отави, Пјетранџела је као 4. пика у првој рунди одабрала екипа Блуза из Сент Луиса. Као јуниор играо је у развојној лиги Онтарија за екипе Најагара ајсдогса и Бери колтса. Први професионални уговор са екипом Блуза потписао је у септембру 2008. године, док је прву професионалну утакмицу у НХЛ лиги одиграо против Предаторса 10. октобра исте године. Прва комплетна сезона коју је одиграо за свој тим била је сезона 2010/11. током које је остварио статистички учинак од 43 поена (11 голова и 32 асистенције) на 79 одиграних утакмица. По окончању те сезоне уврштен је у другу најбољу поставу лиге. У септембру 2013. потписао је нови седмогодишњи уговор са клубом вредан 45 милиона америчких долара.
На међународној сцени дебитовао је у дресу јуниорске репрезентације Канаде која је на светском првенству за играче до 20 година 2009. освојила златну медаљу. У истој узрасној категорији наредне године дошао је до титуле вицепрвака света, уз индивидуално признање за најбољег одбрамбеног играча првенства.
За сениорску репрезентацију дебитовао је на Светском првенству 2011. у Словачкој, а иако је Канада првенство завршила на 5. месту Пјетранџело је проглашен за најбољег одбрамбеног играча турнира. Највећи успех остварио је на Зимским олимпијским играма 2014. у Сочију на којима је селекција Канаде освојила златну медаљу. Пјетранџело је на турниру одиграо свих 6 утакмица и остварио статистички учинак од једне асистенције.